# Hengerlés

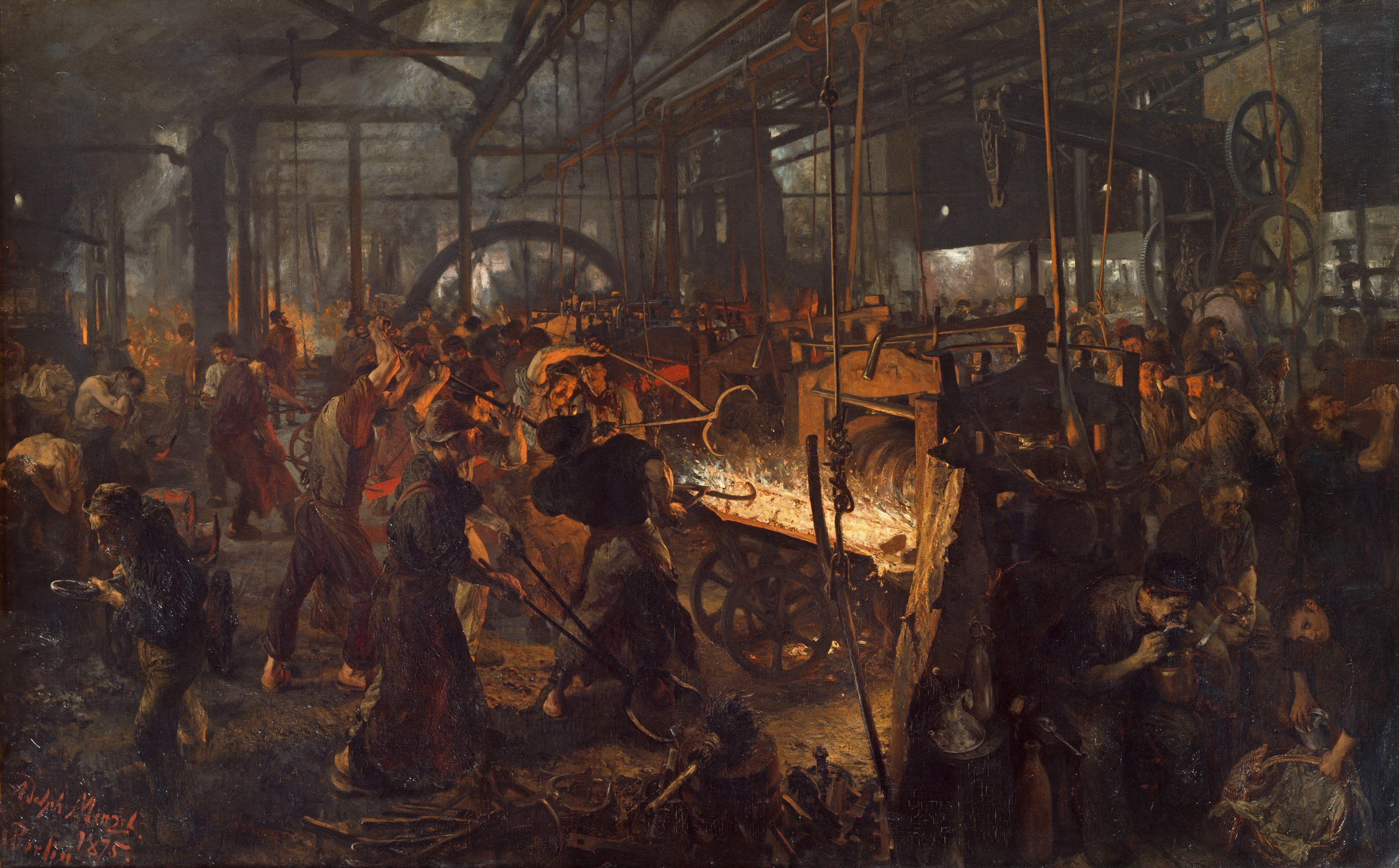
Adolph Menzel: Hengermű (olajfestmény, 1875)

A hengerlés olyan képlékeny alakítási eljárás, amelynek során forgó hengerek között alakítják a darabot, úgy is szokták jellemezni mint folyamatossá tett nyújtókovácsolást. Ez a legtermelékenyebb, de a kovácsolásnál sokkal fiatalabb képlékeny alakítási technológia. A hengerlés első alkalmazói a 13–14. századi ötvösök voltak, akik főleg lágyabb fémeket, például ólmot és nemesfémeket hengereltek – kis méretben és kis mennyiségben. Ipari alkalmazása sokkal később kezdődött el, a 18. században acélrudakat és lemeztáblákat állítottak elő hengerléssel. A módszer rohamos térhódításának korszaka a 19. század volt, ami összefüggött az ipari forradalom kibontakozásával.
A hengerléssel előállított termékek rendkívül változatos alak- és méretválasztékkal rendelkeznek, a 0,007 millimétertől az 1 méterig terjedhetnek. A hengerlést melegen és hidegen is végezhetik, de az alakítás mindig meleghengerléssel kezdődik. Hengerléssel sokféle fémet munkálnak meg, de a legnagyobb mennyiségben az acélokat és az alumíniumötvözeteket hengerlik. A hengerelt termékek egy részét egyéb technológiákkal még továbbalakítják.
A hengerlés gépi berendezései a hengerállványok, amelyek az alkalmazott technológiától függően rendkívül változatos méretűek és kiképzésűek. A hengerállványok hengersorba szervezve működnek, és a kiegészítő műveletek végzésére alkalmas berendezésekkel együtt képezik a hengerművet.

## Általános leírás
A fémek képlékeny alakítási eljárásai közül a legnagyobb mennyiséget hengerléssel állítják elő, bár ez lényegesen fiatalabb eljárás, mint a kovácsolás. Először a 13–14. században az ötvösök hengereltek lágyabb fémeket, főleg a nemesfémeket. Ipari jellegű alkalmazása a 18. századra tehető, ekkor már acélrudakat és lemeztáblákat állítottak elő hengerléssel, de a hengerlés rohamos térhódításának korszaka a 19. század – összefüggésben az ipari forradalommal.
Az alakítást végző forgó hengerek a hengerállványban helyezkednek el. Az adott termék hengerlésére telepített – egy vagy több hengerállványból álló – egységet hengersornak nevezik. A hengersorhoz egyéb, olyan műveleteket végző egységek is kapcsolódnak, amik nélkül a hengersor nem tud dolgozni (pl. a darabot felmelegítő és lehűtő egységek, a kikészítő és hőkezelő részlegek). Ennek a komplexumnak hengermű a neve.
A hengerelt termékek alak- és méretválasztéka rendkívül változatos. A méretek alsó határát az akár 0,007 milliméter vastagságú hengerelt fóliák, felső határát pedig az 1 méter körüli gerincmagasságú I-tartók képviselik. A hengerlést végezhetik melegen és hidegen, de az alakítás első fázisa mindig meleghengerlés. A meleghengerlés kiinduló anyaga csaknem kizárólag a folyamatosan öntött buga. A korábbi évtizedekben a kokillába öntött tuskó volt az alapanyag, de ez a módszer a folyamatos öntés előretörésével mára csaknem teljesen kiszorult a hengerművekből. A termékek egy része – a képlékeny alakítást tekintve is – előtermék jellegű, ezeket más technológiákkal továbbalakítják, csak kisebb részüket (például a vasúti síneket, betonacélokat, tartószelvényeket stb.) használják fel közvetlenül.
A hengerelt termékeket, illetve eljárásokat több szempont szerint is csoportosíthatjuk. A hengerelt anyag újrakristályosodási hőmérséklete alapján megkülönböztetnek:
- meleghengerlést és
- hideghengerlést.

A hengerelt darab alakja szerinti felosztás:
- rúd- és idomacélok, hengerhuzalok. Rúdacéloknak nevezzük az üregezett hengerekkel melegen alakított, egyszerű alakú szelvényeket (kör, négyzet, téglalap, hatszög, körszelet stb.). Az idomacélok szelvényét általában különböző betűk alakjához hasonlítják (L, I, U, T, Z). Gyakran közéjük sorolják a vasúti és egyéb síneket is. A hengerhuzalok körszelvényű termékek, amelyeket mindig csévélve gyártanak. Átmérőjük 5,5 és 14 mm közé tehető.
- lapos termékek: a melegen vagy hidegen hengerelt lemezek és szalagok. Szalagoknak a csévélve hengerelt lapos termékeket nevezik.
- varrat nélküli csövek: hengerlésük speciális, a hengerlés általános módszereitől eltérő eljárás, ez a csőhengerlés.

## A hengerlési folyamat jellemzői

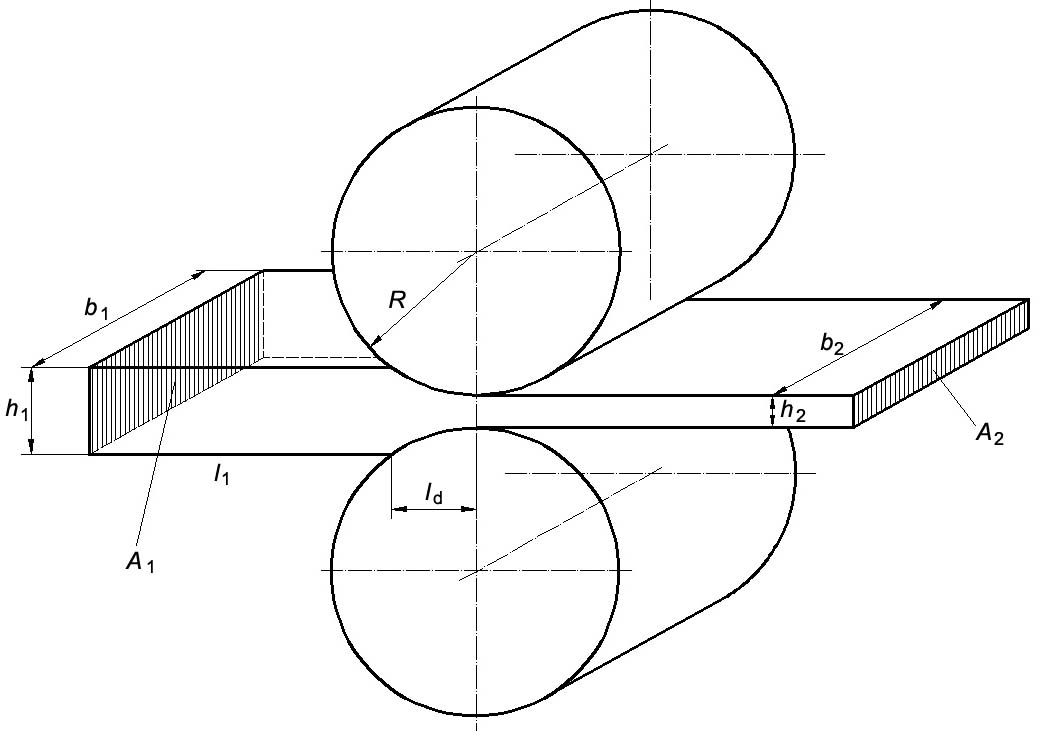
Az elemi hengerlés viszonyai

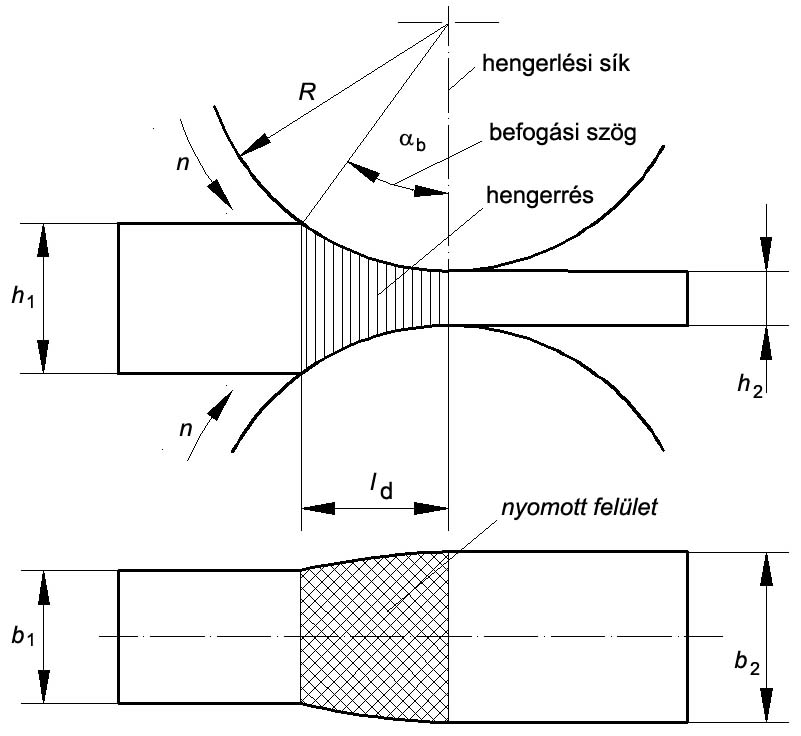
Az elemi hengerlés viszonyai

Az alakítási folyamatot célszerűen az ún. elemi hengerlés példáján lehet bemutatni, ami a sima palástú hengerek közötti lapos termék hengerléséhez hasonlít.
A darabnak a hengerek közötti áthaladását szúrásnak nevezik. A szúrás során a darab magassága csökken, hosszúsága nő, szélessége is megnő valamilyen mértékben. Az alakváltozásra a magasságcsökkenés és a megnyúlás a jellemző. Az alakváltozást a térfogat-állandóság törvénye alapján lehet értelmezni:
{\displaystyle h_{1}\cdot b_{1}\cdot l_{1}=h_{2}\cdot b_{2}\cdot l_{2}}
Az R sugarú hengerek és a darab érintkezési felülete a nyomott felület, ami a nyomott ív hossza és a közepes darabszélesség szorzata. A nyomott felület számításához a hengerlési gyakorlatban a nyomott ív vízszintes vetületét (ld) használják:
{\displaystyle l_{d}\approx {\sqrt {R\cdot \Delta h}}} .
A képletben {\displaystyle \Delta h=h_{1}-h_{2}}, a magasságcsökkenés.
Az alakváltozás jellemző mérőszáma a nyújtási tényező, ami a ki- és a befutó keresztmetszetek vagy hosszúságok hányadosaként értelmezhető:
{\displaystyle \lambda ={\frac {A_{1}}{A_{2}}}={\frac {l_{2}}{l_{1}}}} .
Sajátosak a hengerlés sebességviszonyai. Hengerlési sebességnek a hengerrésből kilépő darab sebességét értjük. A darab belépési sebessége ennél kisebb, a sebességviszonyokat az
{\displaystyle A_{1}\cdot v_{1}=A_{2}\cdot v_{2}}
összefüggés írja le. A be- és kilépési sebesség között különbség van, a henger felületén csak egy pont (vonal) van, ahol a darab a henger kerületi sebességével halad. Ez a semleges vonal, ami előtt hátramaradás, utána viszont előresietés tapasztalható. A hengerlés gyakorlatában a hengerlési sebességet és a hengerek kerületi sebességét többnyire azonosnak veszik.

## Rúd- és idomacélok hengerlése
A rúd- és idomacélokat üregezett hengerekkel állítják elő. Kiinduló anyaguk négyzetes vagy téglalap alakú szelvény (buga). Az üregezésnek az a célja, hogy a hengerelt darab keresztmetszetét lecsökkentsék és a szelvényt a kívánt alakra hozzák. A hengersorokon az adott szelvényalakot több szúrással érik el. Az alkalmazott szúrástípusok feladata eltérő, így megkülönböztetnek nyújtó- és készrealakító üregsorokat.

### Nyújtóüregsorok

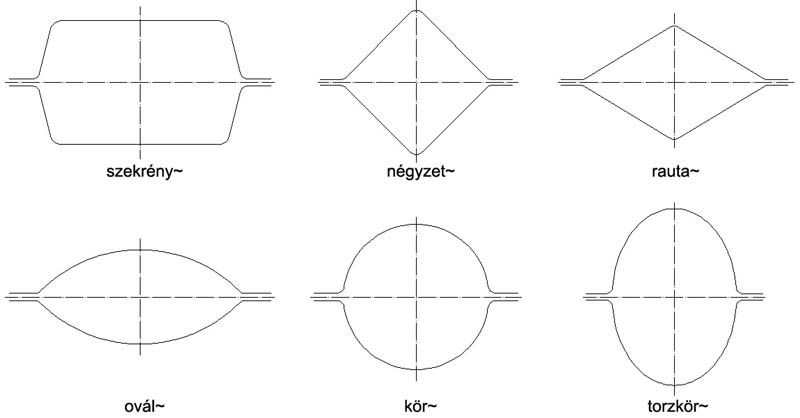
Néhány üregfajta a nyújtóüregsorokból

A nyújtóüregsorok két egymást követő üregfajta sorozatából állnak. Az egyik üregben lapító jellegű alakváltozás történik (az üreg szélességi és magassági méretének aránya 1-nél nagyobb). Ezt olyan üreg követi, amelynél ez az arány 1 körüli vagy kisebb, és a darabot 90°-os fordítással („állítva”) vezetik bele. Ezeket torlóüregeknek nevezik. A nyújtóüregsor tehát lapító- és torlóüregek egymást követő láncolatából áll. Ezek az üregpárosítások a következők lehetnek: szekrény–szekrény, négyzet–ovál, négyzet–rauta, kör–ovál stb. Hogy melyik üregsort választják az adott feladatra, számos tényezőtől függ (például a nyújtás hatékonysága, a szúrások revétlenítő hatása, az alakváltozás egyenletessége a szelvényen belül stb.). Megjegyzendő, hogy a nyújtóüregsorokban szereplő üregek közül néhány a készüregsorokban is szerepelhet.

### Egyszerű szelvények üregezése
Az egyszerű szelvények közé a kör-, a négyzet-, a lapos- és a hatszögacélok stb. sorolhatók.
A köracélok 5,5–250 milliméter átmérővel készülnek, előállításukra különböző köracél-hengerlési rendszerek alakultak ki. Az utolsó üreg természetesen körüreg, az eltérések az előnyújtó szakasz utáni üregekben mutatkoznak. Lehetnek itt négyzet- és oválüregek, a legfontosabb különbség a torlóüregek alakjában van. A négyzetacélokat 5–250 milliméter laptávolságokkal hengerlik. Itt a négyzet–rauta üregsor alkalmazása az általános. A laposacélok szelvénye lapos téglalap. A hengerlést végezhetik zárt üregekben, de előfordulhatnak sima palástú hengerekkel történő szúrások is. A nyolcszögacélok hengerlése némileg hasonlít a köracélok üregsorára, természetesen az utolsó üreg(ek) kivételével.

### Idomacélok üregezése

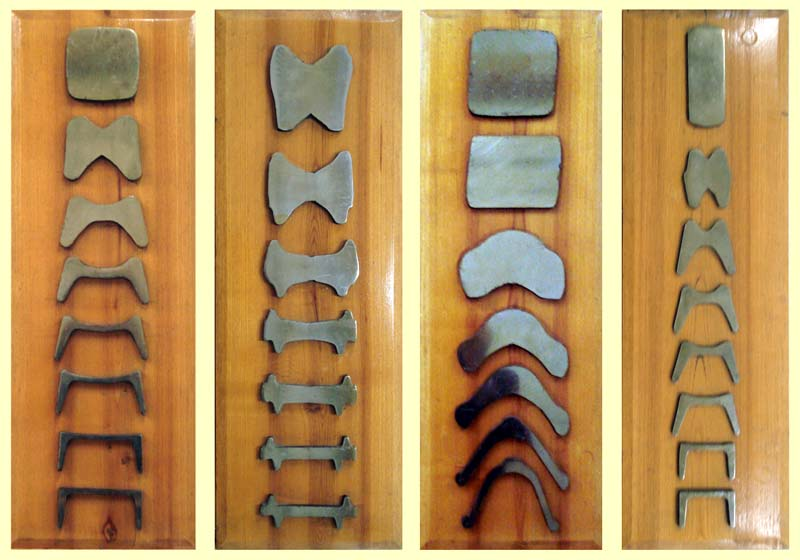
Néhány idomacél üregszelvénysora

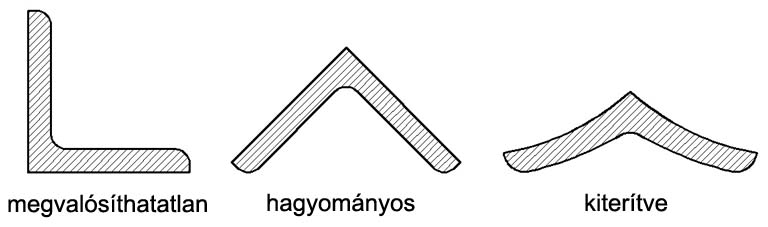
Idomacél elhelyezési lehetőségei az L-acél („szögvas”) példáján

Az idomacélok közé tartoznak az L-, I-, U-, T-, Z-szelvények és a sínek. Közös sajátosságuk, hogy szelvényük több egyszerű idom összekapcsolásából áll, amelyek valamilyen szög alatt csatlakoznak egymáshoz. Emiatt a szelvény egyes részei nem a henger tengelyével párhuzamosan helyezkednek el, így nem kapnának közvetlen alakítást. Az ilyen szelvényeket ezért elfordítva, gyakran „kiterítve” hengerlik. Természetesen az utolsó üreg alakja ilyenkor is a kész szelvény alakjának megfelelő (készüreg).
Az idomacélok üregsorai az alábbi csoportokba sorolhatók:
- előnyújtó üregsor: a már megismert feladatokkal;
- bevágó üreg(ek): feladatuk a négyszögszelvényű darabot a kész szelvényre jellemző idomokra osztani;
- alakos nyújtóüregsor: ezekben már felismerhető a majdani kész szelvény alakja;
- készüregsor: általában csak egy vagy két üregből áll, feladata a pontos méretű és alakú szelvény előállítása.[11]

## Lapostermékek meleghengerlése
A lapostermékek közé a durvalemezek, a finomlemezek és -szalagok, valamint a fóliák tartoznak. A durvalemezek közé általában a 3 milliméternél vastagabb lapostermékeket számítják. A melegen hengerelt lapostermékek kiinduló anyaga a folyamatosan öntött lemeztuskó (bramma), a kokillaöntésű lemeztuskók mára kiszorultak a termelésből.

### Durvalemez-hengerlés
A durvalemezek fő felhasználója a különböző tartályokat és ipari gépállványokat gyártó nehézipar, a hajógyárak és a hadiipar. A durvalemezeket meleg szélesszalag-hengersorokon vagy erre specializálódott táblalemez-hengersorokon állítják elő. A táblalemez-sorok technológiájának az a jellemzője, hogy nem csak hosszirányú, azaz nyújtó szúrásokat alkalmazhatnak, hanem keresztirányú, szélesítő szúrásokat is. Az alkalmazott hengerállvány általában reverzáló kvartó, esetleg univerzál állvány. A hengerek testhossza 4 méternél is több lehet, a hengerátmérő nagyobb mint 2 méter.

### Acél szélesszalag meleghengerlése

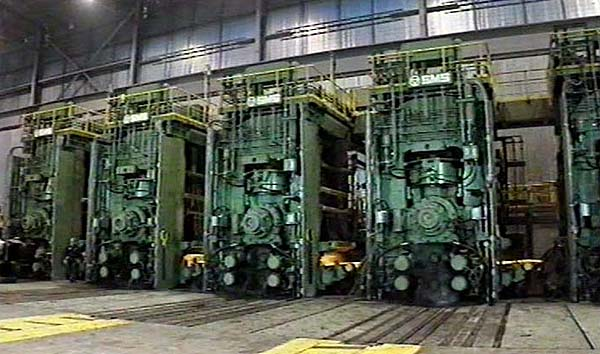
Meleg szélesszalagsor

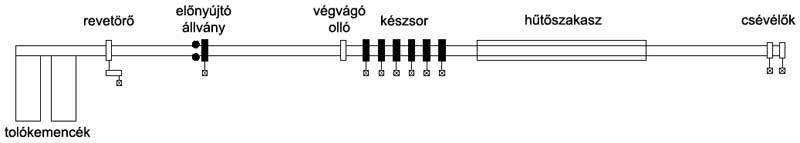
Félfolytatólagos meleg szélesszalagsor telepítése

A szélesszalag meleghengerlése a 20. század második felében indult rohamos fejlődésnek, megelőzve valamennyi egyéb hengerelt termék gyártását. A szélesszalagok gyártására speciális hengersor fejlődött ki, amelynek a lényege a folytatólagos vagy félfolytatólagos hengerlés. A hengerelt darab egyszerre több, egymás után elhelyezett hengerállványon áthaladva éri el végleges méretét, a minimálisan mintegy 2 millimétert. Ezt követően a szalagot lehűtik, majd feltekercselik. A hengerelt szalag a meleghengerművet szalagtekercs formájában hagyja el. A szélesszalagok 70%-át hidegen még továbbhengerlik. Hazánkban Dunaújvárosban hengerelnek acél szélesszalagot, Székesfehérváron alumínium szélesszalagot (ez utóbbinak a technológiája több tekintetben jelentősen eltér az acélétól).

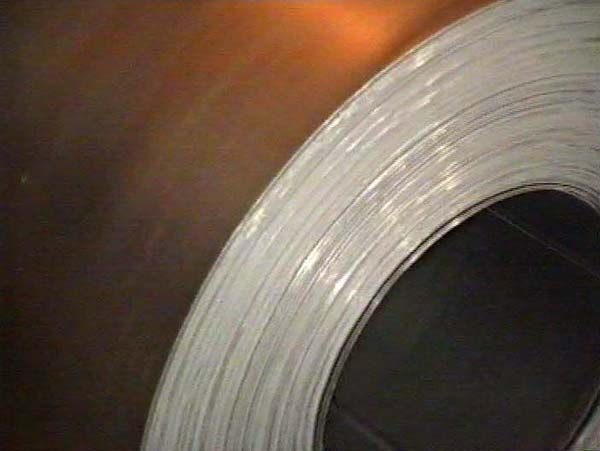
Melegen hengerelt acél szélesszalag tekercs

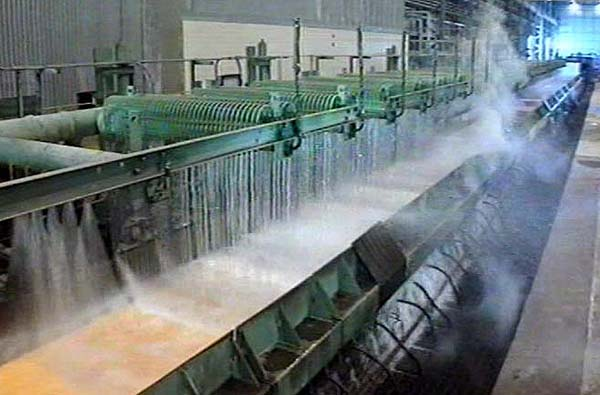
Meleg szélesszalag hengersor hűtőszakasza

Acél szélesszalag gyártási technológiája egy félfolytatólagos rendszer példáján a következőképpen alakul:
- Felmelegítés: A méretre vágott lemeztuskókat (brammákat) tolókemencékben melegítik fel, egy hengerművet több tolókemence lát el meleg lemeztuskóval. A tolókemence úgy működik, hogy az egymás mellé fektetett brammákat egy toló berendezés áttolja a mintegy 40 méter hosszú kemencén, miközben alakítási hőmérsékletre melegszik. A darab a kemence másik végén kibukva görgősorra kerül.
- Revétlenítés: A bramma felületén képződött revét nagy nyomású vízzel vagy/és revetörő hengerállvány segítségével távolítják el. A reve eltávolítására azért van szükség, mert a lehűlt reve igen kemény, koptatná a hengersor hengereit és benyomódásával rontaná a darab felületét.
- Előnyújtás: Az előnyújtó hengerállvány reverzáló univerzál kvartó kivitelű. A reverzálás azt jelenti, hogy a hengerlést a hengerek forgásirányának változtatásával végzik előre-hátra, miközben a hengerközt rendre csökkentik. A kvartó elnevezés onnan ered, hogy a két darab munkahengert egy-egy nagyobb átmérőjű támhengerrel támasztják meg, hogy a munkahengerek rugalmas alakváltozását (behajlását) csökkentsék (a kvartó elnevezés a négy darab hengerre utal). Univerzál állványnak azokat a hengerállványokat nevezik, ahol a vízszintesen elhelyezett hengereken kívül két oldalt függőleges tengelyű (torló) hengerek is vannak. Ezeknek a darab szélességi méretének beállításában van jelentősége. Az előnyújtó állványban elvégzett 7–11 szúrás elvégzése után készül el az előlemez, amiről a szabálytalan alakú végeket végvágó ollóval távolítják el.
- Készrehengerlés: A készhengersor folytatólagos módon működik, és hat–nyolc kvartó hengerállványból áll. Az egymást követő hengerállványok hengerközei a szúrástervnek megfelelően folyamatosan csökkennek, ennek következtében a hengerelt szalag sebessége állványról állványra fokozatosan nő, ami a hengersor szabályozásával szemben állít fel követelményeket (az állványok között hurokszabályozók működnek). A végméretet az utolsó hengerállvány biztosítja.
- Hűtés: A hengersorból kifutó acélszalagot le kell hűteni a csévélési hőmérsékletre. A hűtést vízzel végzik, általában lamináris módon, amelynek során a vizet folyamatos sugárban folyatják a szalag felületére, így biztosítva a jobb hatásfokú hűtést.
- Csévélés: A hűtőszakaszt elhagyó szalagot csévélő berendezés tekercseli fel. Egy hengersort több csévélő szolgál ki.

## Szalag-hideghengerlés

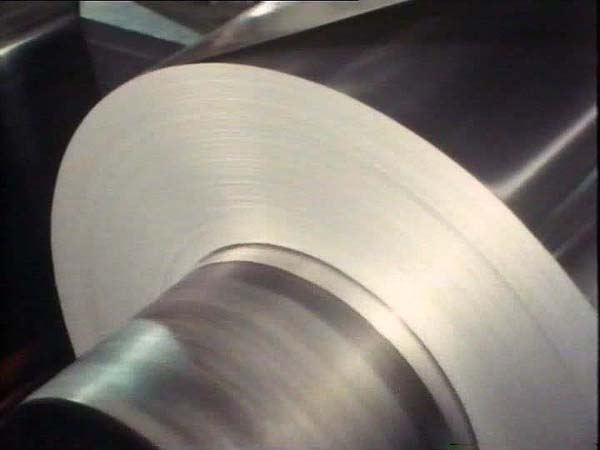
Hidegen hengerelt acél szélesszalag tekercs

A melegen hengerelt szalagot az esetek többségében hideghengerléssel alakítják tovább. Így állítják elő a gépkocsik karosszéria lemezeit, a gépburkoló lemezeket, a hajlított idomokat, a mélyhúzásra alkalmas lemezeket stb. A mérettartomány 2 millimétertől 0,1 milliméternél kisebb vastagságokig terjed.
A szalag-hideghengerlés technológiája különböző részfolyamatokból áll össze:
- Revétlenítés: Acélszalag hengerlésekor a hideghengerlés kiinduló anyaga a melegen hengerelt szalag, aminek a felületén reve (vasoxid-réteg) képződik. A revét a hideghengerlés előtt el kell távolítani, mert tönkretenné a munkahengerek köszörült felületét és a hengerelt szalagot. A revétlenítés két lépcsőben történik: előbb mechanikus revétlenítéssel megtörik az oxidréteget (általában görgők közötti szalaghajtogatással), majd kémiai revétlenítéssel, „pácolással” távolítják el. Ennek során kénsavas vagy sósavas fürdőn vezetik át a szalagot, néha más anyagokat is használnak.
- Hengerlés: Hideghengerléskor a hengerelt anyag alakítási szilárdsága nagyobb, mint meleghengerléskor, ezért a fellépő erők is nagyobbak. Ez azt jelenti, hogy az alkalmazott hengerállványoknak is erőteljesebbnek kell lenni. Hideghengerlésre egyállványos kvartó hengerállványokat használnak egyirányú és reverzáló kivitelben, de elterjedten alkalmazzák a folytatólagos (tandem-) sorokat is. Alakítás közben a darab és a hengerek is felmelegszenek (akár 300 °C-ra is), a hűtésről gondoskodni kell, csakúgy, mint a súrlódás csökkentéséről. Erre a célra hideghengerléskor különböző szerves és ásványi eredetű olajak vizes emulzióit alkalmazzák, amely mindkét funkciót betölti. A hideghengerlés során fellépő nagy erők rugalmasan deformálják (behajlítják) a munkahengereket, még a támhengereket is. Ezért terjedtek el a sokhengeres, több támhengerrel ellátott hengerállványok (hathengeres, tizenkét hengeres, húszhengeres és más megoldások). Ezekkel vékonyabb és pontosabb méretű termékeket lehet előállítani.
- Lágyítás: A hidegalakítás sajátossága, hogy az alakítás során a darab felkeményedik. A keményedés bizonyos mértékű alakítás után lehetetlenné teszi a további alakítást, ilyenkor a szalagot ki kell lágyítani. Erre a célra harangkemencét vagy folyamatos üzemű áthúzókemencét használnak. Mindkét esetben a hengerelt acélszalagot az ausztenites átalakulási hőmérséklet alá hevítik, majd hőntartás után lehűtik. Ezzel az anyag kristályszerkezete a torzult, feszültségekkel terhelt rácsból visszaalakul feszültségmentes szerkezetté.
- Utánhengerlés (dresszírozás): A hidegen hengerelt, lágyított acélszalagok felületén mélyhúzáskor folyási vonalak képződnek (öregedés). A folyási vonalak képződése a szalagok 0,5–3% közötti hidegalakításával (dresszírozásával) elkerülhető.
- Kikészítés: A hidegen hengerelt szalagokat a felhasználási célnak megfelelően különböző kikészítő műveleteknek vethetik alá (egyengetés, hasítás, darabolás, felületbevonás, illetve ezek kombinációja). Ezekre külön berendezések szolgálnak.

Napjainkban lemezhengerlés esetén egyre elterjedtebbek a kombinált hengersorok, ahol több műveletet végeznek egy berendezésen (például pácolás–hideghengerlés vagy hőkezelés–horganyzás (horganyzás = cinkbevonás) stb.)